# Процес Галілея

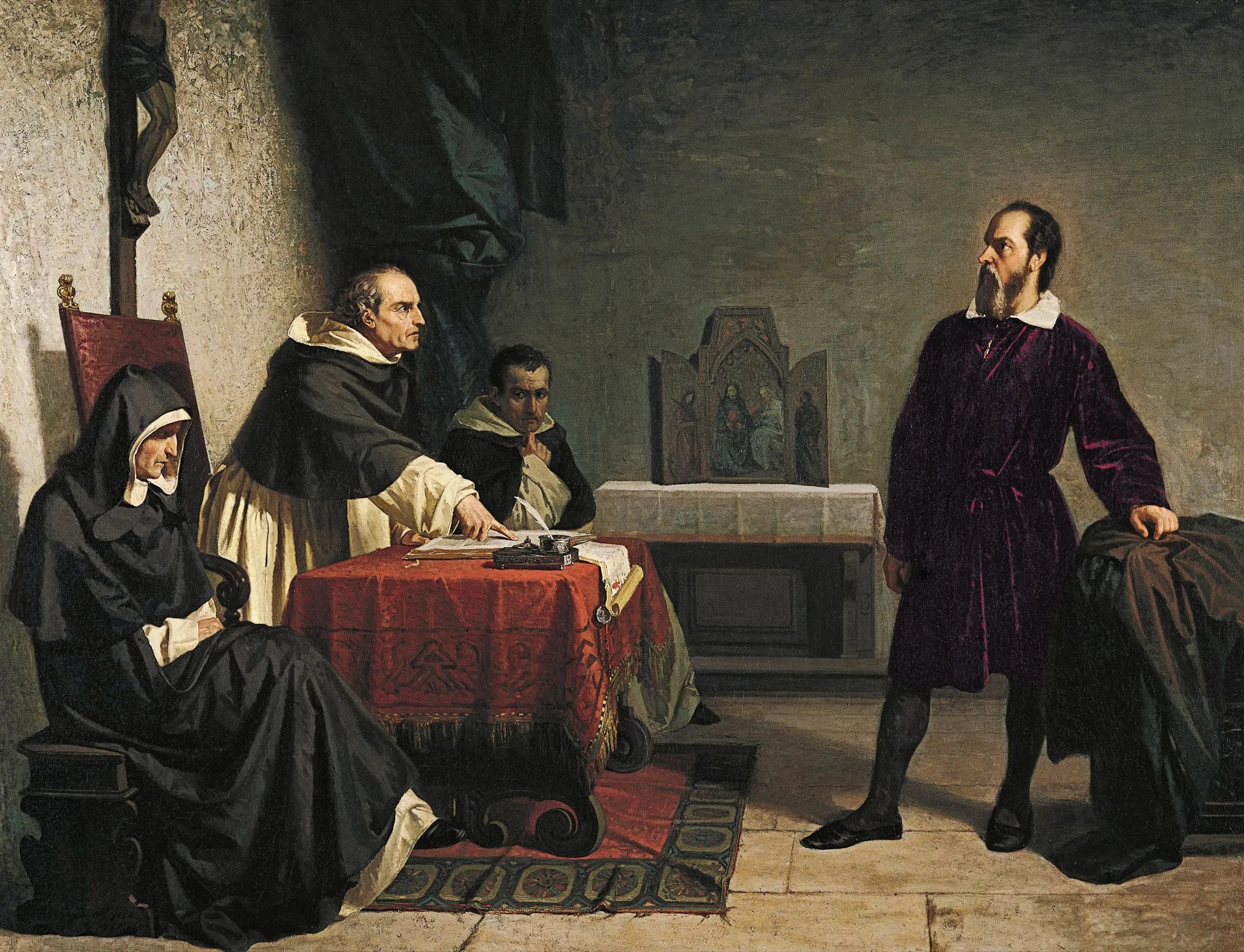
Галілей перед Інквизицією. Картина Кристіано Банті, 1857)

Процес Галілея — інквізиційний процес над 69-річним фізиком і астрономом Галілео Галілеєм, що відбувся в 1633 році в Римі. Галілея звинуватили в публічній підтримці забороненої геліоцентричної системи світу Миколи Коперника, яку католицька церква раніше, 1616 року, засудила як єретичне вчення. У результаті процесу, попри згоду зректися коперніканства і покаятися, Галілей був засуджений до довічного ув'язнення, яке незабаром замінили на домашній арешт і довічний нагляд інквізиції.
Процес Галілея згодом став символом протистояння науки та релігії або, в ширшому сенсі, вільнодумства і догматичного (політичного або релігійного) вчення, що претендує на абсолютну духовну монополію; посилання на цей процес часто використовують як аргумент у полеміці на подібні теми.

## Передісторія
Мені здається, що Ваше священство і пан Галілео мудро чинять, задовольняючись тим, що говорять як припущення, а не абсолютно; я завжди вважав, що так говорив і Коперник. Тому що, якщо сказати, що припущення про рух Землі і нерухомість Сонця дозволяє краще пояснити всі явища, ніж прийняття ексцентрів і епіциклів, то це буде сказано прекрасно і не несе жодної небезпеки. Для математика цього цілком достатньо. Але бажання стверджувати, що Сонце насправді є центром світу й обертається лише навколо себе, не переміщаючись зі сходу на захід, що Земля стоїть на третьому небі і з величезною швидкістю обертається навколо Сонця — стверджувати це дуже небезпечно не лише тому, що це означає викликати обурення всіх філософів і схоластичних теологів; це означало б завдати шкоди святій вірі, представляючи положення Святого Письма хибними… Поміркуйте ж самі, з усією своєю розсудливістю, чи може Церква допустити, щоб Писанню надавали сенс, протилежний усьому тому, що писали Святі Отці і всі грецькі та латинські тлумачі?
Ще в молодості Галілей познайомився з книгою Коперника і став переконаним прихильником геліоцентричної моделі світу. Спочатку, у XVI столітті, католицька церква поблажливо ставилася до коперниканства, хоча багато видатних теологів уже тоді засуджували його як єресь. Вони вказували на те, що гіпотеза про рух Землі прямо суперечить текстам Псалмів (Псал. 103:5), віршу з «Книги Екклезіяста» (Еккл. 1:5), а також епізоду з «Книги Ісуса Навина» (Нав. 10:12), де, на їхню думку, чітко сказано, що Земля нерухома, а Сонце обертається навколо Землі.
25 лютого 1615 року римська інквізиція, отримавши донос, відкрила першу справу проти Галілея за звинуваченням у єресі. Стривожений Галілей поїхав до Рима, щоб, як він писав другові, «викрити обман… і запобігти будь-якому рішенню, яке могло б обернутися скандалом для Святої Церкви».
Позицію католицької церкви прояснює лист впливового кардинала Беларміно, надісланий 12 квітня 1615 року теологу Паоло Антоніо Фоскаріні, захиснику коперниканства (див. врізку праворуч). Кардинал пояснив, що церква не заперечує проти трактування коперниканства як зручного математичного прийому, але прийняття його як реальності означало б визнання того, що попереднє, традиційне тлумачення біблійного тексту було хибним. А це, у свою чергу, похитне авторитет церкви.
Для ухвалення рішення у першій справі проти Галілея інквізиції була потрібна чітка офіційна оцінка коперниканства. 19 лютого 1616 року за запитом інквізиції перед богословською комісією так званих кваліфікаторів були поставлені на розгляд два положення, які відображали суть вчення Коперника. 24 лютого на засіданні експертів і консультантів було вирішено винести такий вердикт:
|  | Припущення I: Сонце є центром світобудови і, отже, нерухоме. Заперечення (лат. Censura). Усі вважають, що це твердження є безглуздим і абсурдним з філософської точки зору і, крім того, формально єретичним, оскільки його висловлювання багато в чому суперечать Святому Писанню згідно з буквальним змістом слів, а також звичному тлумаченню й розумінню Отців Церкви та вчителів богослов'я. Припущення II: Земля не є центром світобудови, вона не є нерухомою й рухається як ціле, до того ж здійснює добове обертання. Заперечення. Усі вважають, що це положення заслуговує такого ж філософського осуду; з погляду богословської істини воно, щонайменше, є помилковим у вірі.Оригінальний текст (лат.) Propositio I: Sol est centrum et omnino immobilis motu locali. Censura: omnes dixerunt dictam propositionem esse stultam et absurdam in philosophia et formaliter hereticam, quatenus contradicit expresse sententiis sacrae Scripturae in multis locis, secundum proprietatem verborum et secundum expositionem et sensum SS, Patrum et theologorum doctorum. Propositio II: Terra non est centrum mundi nec immobilis, sed secundum se totam movetur etiam motu diurno. Censura: omnes dixerunt hanc propositionem recipere eandem censuram in philosophia et spectando veritatem theologicam ad minus esse in fide erroneam. |

26 лютого кардинал Беларміно за дорученням Папи Павла V оголосив Галілею про заборону «поділяти й захищати» геліоцентричні ідеї (залишаючи можливість розглядати теорію Коперника як спосіб спрощення обчислень). Цим «настановленням» Ватикан вирішив обмежитися — першій справі проти вченого не дали ходу (його навіть жодного разу не викликали на допит до інквізиції), а 11 березня 1616 року Галілея тепло прийняв Папа Павло V.
5 березня 1616 року декретом конгрегації було заборонено видання книг, у яких геліоцентризм визнавався б відображенням реальності. Цей декрет включив книгу Коперника «до її виправлення» до Індексу заборонених книг, де вона залишилася до 1835 року. У 1620 році рекомендовані виправлення, які представляли геліоцентризм лише як математичну модель, були опубліковані, і книгою, за умови внесення цих цензурних правок власником, можна було знову користуватися.
Церковна заборона геліоцентризму, в істинності якого Галілей був переконаний, була неприйнятною для вченого. Галілей вважав, що розв'язання наукових проблем слід шукати шляхом поєднання досвіду, спостережень і логічного мислення:
|  | Мені здається, що при обговоренні природних проблем ми повинні виходити не з авторитету текстів Святого Писання, а з чуттєвих дослідів і необхідних доказів... Я вважаю, що все, що стосується дій природи, що доступне нашим очам або може бути з’ясоване шляхом логічних доведень, не повинно викликати сумнівів, а тим більше піддаватися осуду на підставі текстів Святого Писання, можливо, навіть помилково витлумачених. Бог не меншою мірою відкривається нам у явищах природи, ніж у висловлюваннях Святого Писання... Було б небезпечно приписувати Святому Писанню якесь судження, хоча б одного разу спростоване досвідом. |

Галілей повернувся до Флоренції і почав розмірковувати, як, формально не порушуючи заборони, продовжити захист геліоцентризму. Зрештою він вирішив видати книгу, що містила б нейтральне обговорення різних точок зору. До написання цієї книги він готувався багато років, збираючи матеріали, відточуючи аргументи та очікуючи на сприятливий момент.

## Процес

### Мотивація організаторів
У 1623 році новим Папою під ім'ям Урбан VIII було обрано кардинала Маттео Барберіні, давнього знайомого й шанувальника Галілея, автора віршованої оди на честь вченого. У квітні 1624 року Галілей поїхав до Риму, сподіваючись добитися скасування заборони 1616 року. Його прийняли з усіма почестями, нагородили подарунками та лестощами, однак у головному питанні він нічого не досяг. Заборону геліоцентризму було скасовано лише два століття потому — у 1822 році.

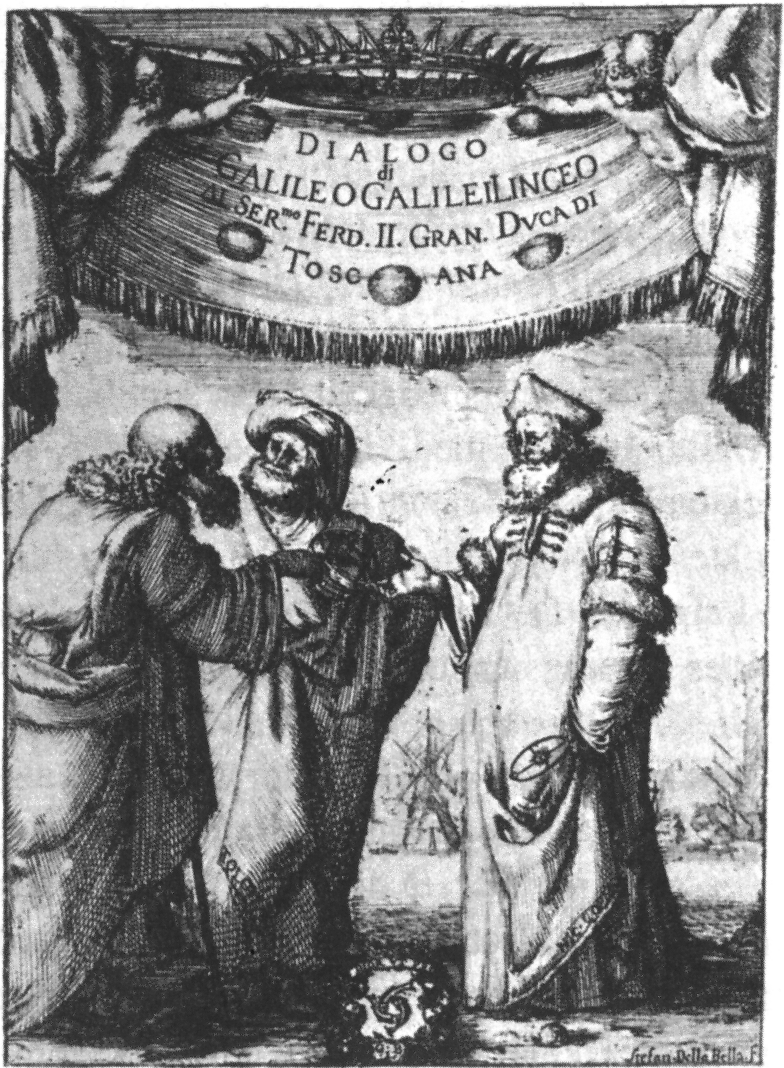
Фронтиспіс «Діалогу» Галілея

У березні 1630 року Галілей, в основному, завершив книгу «Діалог про дві найголовніші системи світу — птолемеївську та коперниківську», підсумок своєї майже 30-річної роботи, і, вирішивши, що момент для її виходу сприятливий, представив тодішню версію своєму другу, папському цензору Ріккарді. Майже рік він чекав на його рішення, а згодом вирішив вдатися до хитрощів. Він додав до книги передмову, в якій оголошував своєю метою спростування коперніканства, та передав книгу на тосканську цензуру, причому, за деякими відомостями, у неповному і пом'якшеному вигляді. Отримавши позитивний відгук, він переслав його до Риму. Римська цензура зажадала надіслати примірник остаточної версії для власної оцінки; Галілей, посилаючись на труднощі з пересилкою через епідемію чуми, погодився надіслати лише передмову й висновок. Нарешті, влітку 1631 року ватиканський секретар Чамполі, який симпатизував Галілею, надіслав довгоочікуваний дозвіл від імені Папи. Згодом Папа Урбан заперечував, що давав такий дозвіл, Ріккарді та Чамполі усунули з посад.
На початку 1632 року «Діалог» побачив світ. Книга написана у формі діалогу між двома прихильниками Коперника і Сімплічіо, прибічником Арістотеля і Птолемея. У передмові Галілей із властивою йому саркастичною іронією пише про декрет 1616 року: «Дехто безрозсудно твердив, що декрет став результатом не тверезого дослідження, а негідної злоби; подейкували навіть, що його винуватцям, як абсолютно неосвіченим у питаннях астрономії, не слід було би своїми поспішними заборонами обрізати крила мислячим умам». Далі він обіцяє спростувати цих «деяких». Насправді, хоча у книзі немає авторських висновків, сила аргументів на користь системи Коперника говорить сама за себе. Важливо й те, що книга написана не науковою латиною, а «народною» італійською мовою.
Галілей сподівався, що Папа поставиться до його хитрощів так само поблажливо, як раніше до подібної за ідеями його книги «Листи до Інголі» (1624), але прорахувався. На додачу він безрозсудно розіслав 30 примірників своєї книги впливовим духовним особам у Римі. Свою роль зіграв і той факт, що незадовго до того, у 1623 році, Галілей вступив у гострий конфлікт з єзуїтами.

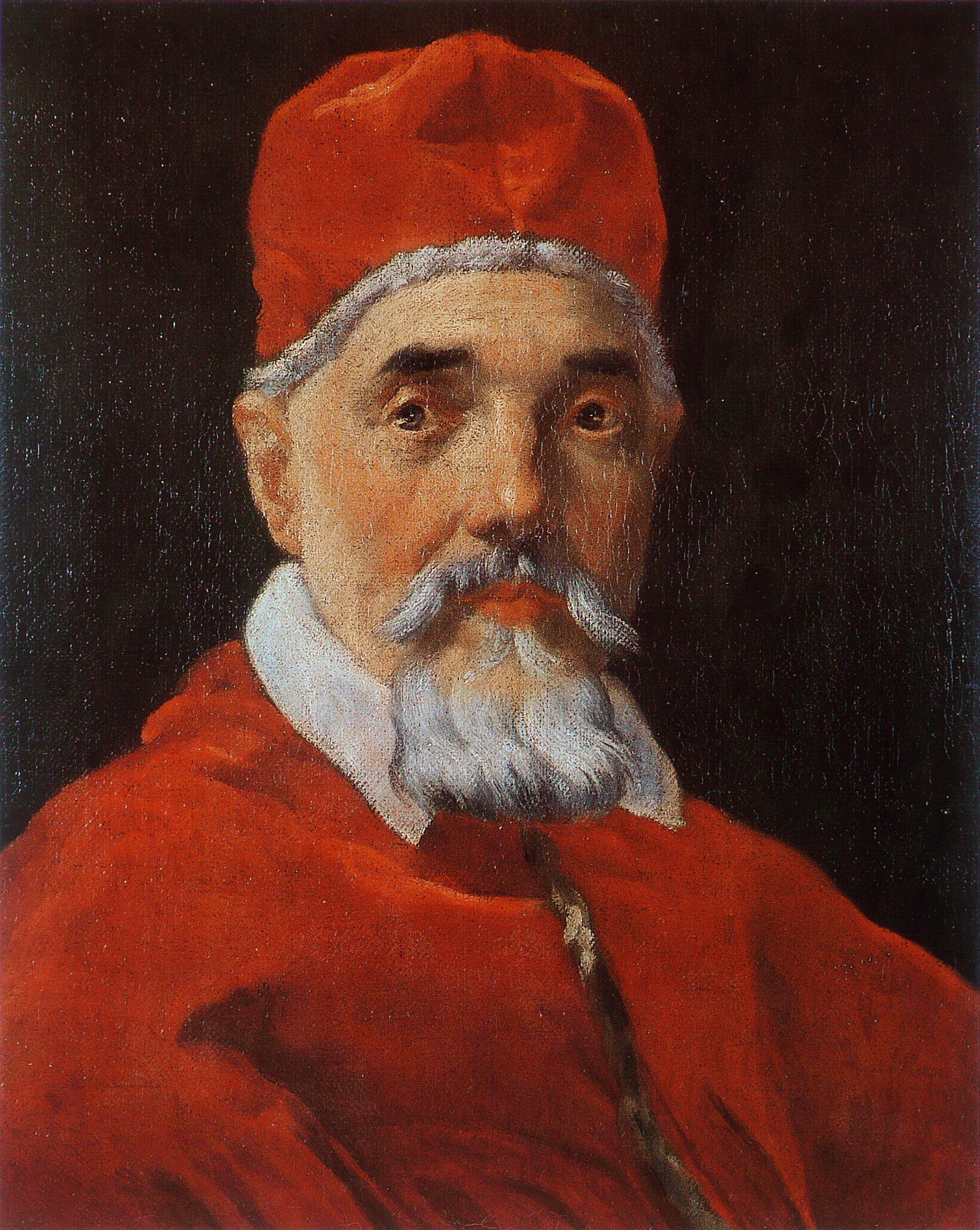
Папа Урбан VIII

Більшість біографів Галілея погоджуються, що в простакові Сімплічіо римський Папа впізнав самого себе, свої аргументи (з колишніх бесід з Галілеєм), і сприйняв це як особисту образу. Історики зазначають такі риси Урбана, як деспотизм, упертість та надзвичайне марнославство. Сам Галілей згодом вважав, що ініціатива процесу належала єзуїтам, які подали Папі вкрай тенденційний донос на книгу Галілея.
Існує й інша версія: потреба в процесі випливала з актуальної політичної ситуації. Її прихильники посилаються на те, що престиж Папи Урбана VIII тоді був як ніколи низьким: позначилися як його відверте покровительство родичам за рахунок церкви, так і безпринципні інтриги під час Тридцятирічної війни, коли Папа несподівано вступив у союз із протестантською Швецією проти католицького австро-іспанського блоку. Посланник з Модени писав із Риму, що Папа Урбан у люті, «він утратив глузд і чинить найбільші дурниці». За цією версією, розправа над свавільним Галілеєм мала стати уроком для ворогів Урбана VIII і зміцнити авторитет Папи. Перша з цих версій є більш поширеною — можливо, тому, що вона краще пояснює, чому гнів Папи Урбана був настільки сильним, що пережив і процес, і Галілея, і навіть (частково) самого Урбана.
Вже за кілька місяців «Діалог» був заборонений і вилучений з продажу, а Папа Урбан наказав створити спеціальну інквізиційну комісію для розгляду питання. Покровитель Галілея, Великий герцог Тосканський Фердинандо II, доручив Нікколіні, своєму послу в Римі, заступитися за вченого, але безуспішно. Нікколіні повідомив герцогові, що Урбан, розгніваний до краю, заявив йому: «Ваш Галілей ступив на хибний шлях і насмілився розмірковувати про найважливіші й найнебезпечніші питання, які тільки можна порушити в наш час». У своїх листах Нікколіні наводить слова роздратованого Урбана про Галілея: «Він опинився в складній ситуації. Річ дуже небезпечна і книга вкрай шкідлива. Справи гірші, ніж вважає великий герцог, — прошу йому написати… Оскільки Галілей завдав своєю книгою величезної шкоди релігії, то великому герцогові, як християнському правителю, не слід було би втручатися в цю справу». Спочатку захисники Галілея сподівалися, що справа обмежиться вимогою «виправити» книгу, але комісія виявила матеріали «увіщання» Галілея 1616 року, і тим самим він із необережного порушника церковних приписів перетворився на «затятого». Втім, загальний висновок комісії, після переліку провин Галілея, спочатку було сформульовано досить м'яко: «Усе це можна виправити, якщо буде визнана певна корисність книги». В остаточній редакції (23 вересня 1632 року) цю фразу було викреслено.
1 жовтня 1632 року Галілея викликали до Риму на суд Інквізиції за підозрою в єресі. Після невдалих спроб добитися відстрочки через поганий стан здоров'я і продовження епідемії чуми (Урбан пригрозив доправити його силоміць у кайданах) Галілей підкорився, написав заповіт, відбув належний чумний карантин і прибув до Риму 13 лютого 1633 року. Нікколіні, за наказом герцога Фердинандо II, поселив його в тосканському посольстві.

### Судове слідство

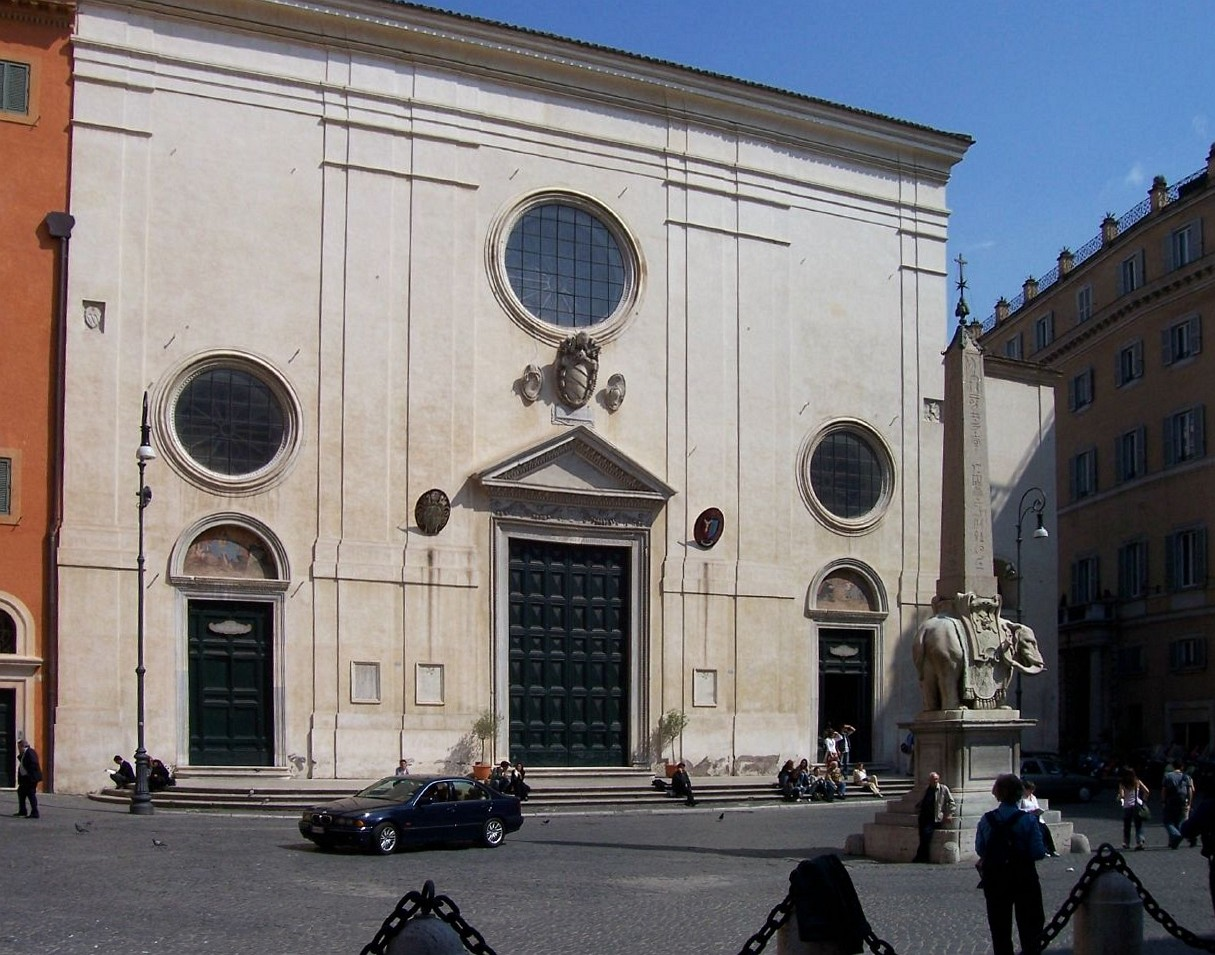
Базиліка Санта-Марія-сопра-Мінерва, де відбувався суд над Галілеєм

Втім, після прибуття Галілея інквізиція не поспішала його викликати. Перший допит відбувся лише за два місяці — 12 квітня 1633 року. Слідство тривало з 12 квітня до 21 червня.
На першому допиті Галілею висунули обвинувачення за кількома пунктами, основними з яких були:
- Галілей у своїй книзі викладає заборонене вчення як істинне та наводить численні аргументи на його захист;
- він не повністю виконав вказівки цензора, ввів його в оману щодо спрямованості книги та приховав від нього факт особистої заборони, винесеної Галілею у 1616 році.

У перший же день інквізиція вдалася до прямої фальсифікації. До протоколу засідання інквізиції від 25 лютого 1616 року, пред'явленого Галілею, були додані слова про те, що йому нібито було офіційно наказано утримуватися від захисту коперниканства «в будь-якій формі». Ця фраза означала, що Галілей свідомо пішов проти церкви, і його слід кваліфікувати не як «помилкового», а як «затятого єретика», що повторно впав у єресь і, як правило, підлягав страті (саме за цією статтею була страчена Жанна д'Арк). Сучасна ретельна криміналістична експертиза виявила явні ознаки фальсифікації документа, зокрема, фрази «в будь-якій формі» в оригіналі не було. Проте Галілей виявив у тому 1616 році розсудливість і забезпечив себе листом кардинала Беларміно, з якого чітко випливало, що офіційної процедури заборони особисто для Галілея в тому році не було — інквізиція обмежилася «увіщуванням», порушення якого мало значно м'якші юридичні наслідки. Крім того, у листі Галілею було наказано лише «не захищати» коперниканство, але не було заборонено його обговорення. Після цього задум із підробкою було відкинуто, і суд зосередився на першому, головному пункті обвинувачення.
Судячи з наявних документів і листів, жодні наукові теми на процесі не обговорювались. Основними були два питання: чи свідомо Галілей порушив едикт 1616 року та чи кається він у скоєному. У результаті вчений був поставлений перед вибором: або він покається і зречеться своїх «помилок», або його спіткає доля Джордано Бруно та багатьох інших, страчених інквізицією. Галілей не став пручатися й на першому ж допиті заявив, що не є коперниканцем, а в книзі мав на меті не захист, а спростування погляду про рух Землі.

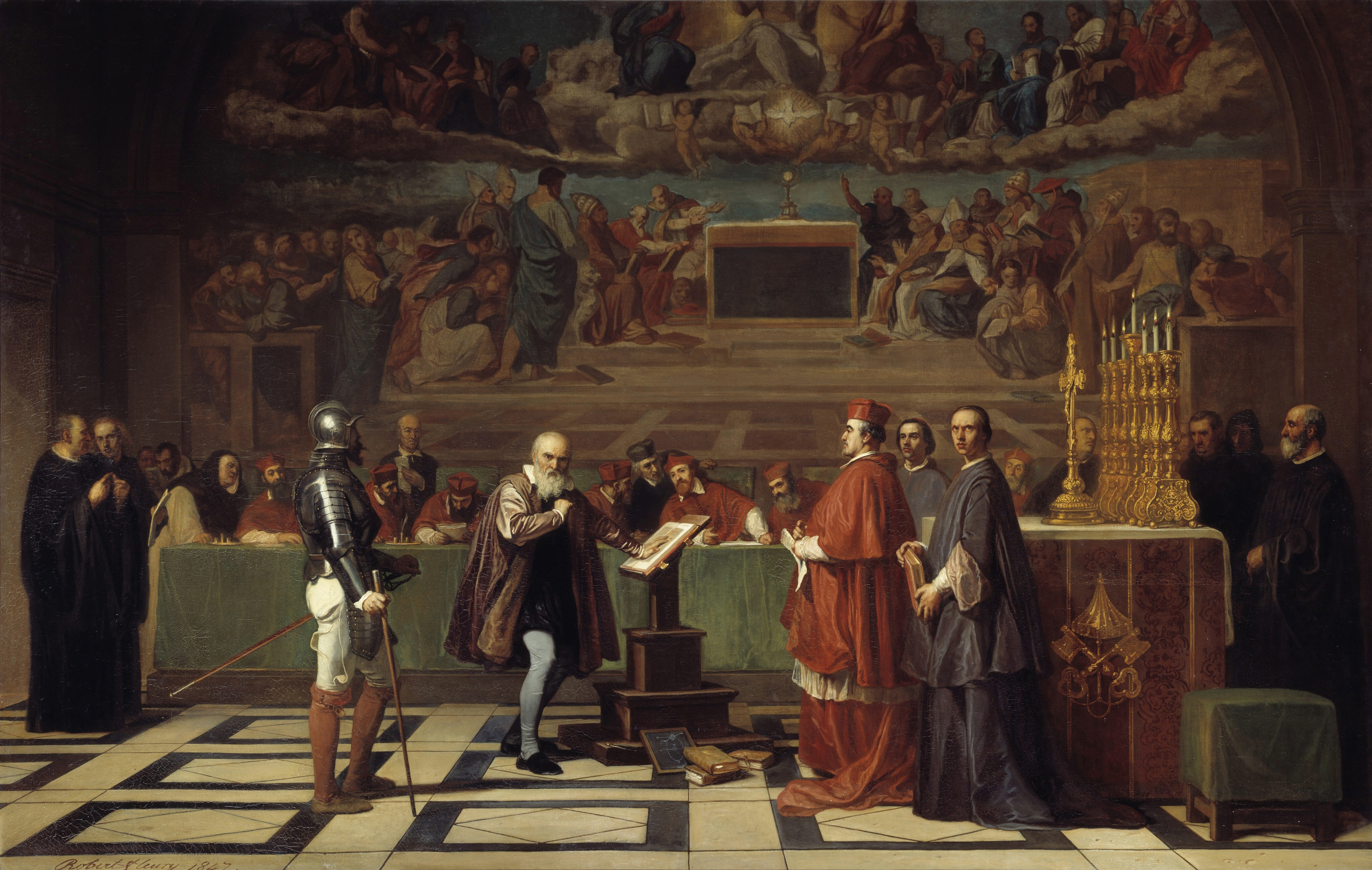
Галілей перед судом інквізиції. Картина Жозеф-Ніколя Робер-Фльорі, 1847, Лувр.

Після допиту обвинуваченого взяли під арешт. Галілей перебував під арештом лише 18 днів (з 12 по 30 квітня 1633 року) — ця незвична поблажливість, ймовірно, була зумовлена його згодою на покаяння, а також впливом тосканського герцога Фердинандо II, який постійно клопотав про полегшення долі свого давнього вчителя. (Урбан саме в цей час вів складні переговори про створення ліги італійських держав з метою недопущення прямого залучення Італії до Тридцятилітньої війни, і тому прагнув зберегти добрі стосунки з Великим герцогом Тоскани). Враховуючи численні хвороби та похилий вік в'язня, в якості в'язниці використовували службове приміщення обвинувача в будівлі інквізиційного трибуналу.
Тим часом єзуїт учений Мельхіор Інгофер та ще двоє експертів надали 12 квітня письмовий висновок, згідно з яким книга Галілея упереджена — вона наводить численні аргументи на користь коперниканського геліоцентризму, але не містить серйозних контраргументів, тому порушує заборону на пропаганду «піфагорійської доктрини» обертання Землі.
Під час другого допиту, 30 квітня 1633 року, Галілей визнав, що, викладаючи у книзі аргументи прибічника Коперника, він «із марнославства» захопився і надав цим аргументам більшої сили, ніж мав намір. Галілей запропонував інквізиції дати йому змогу «виправити» свою книгу, але йому рішуче відмовили.

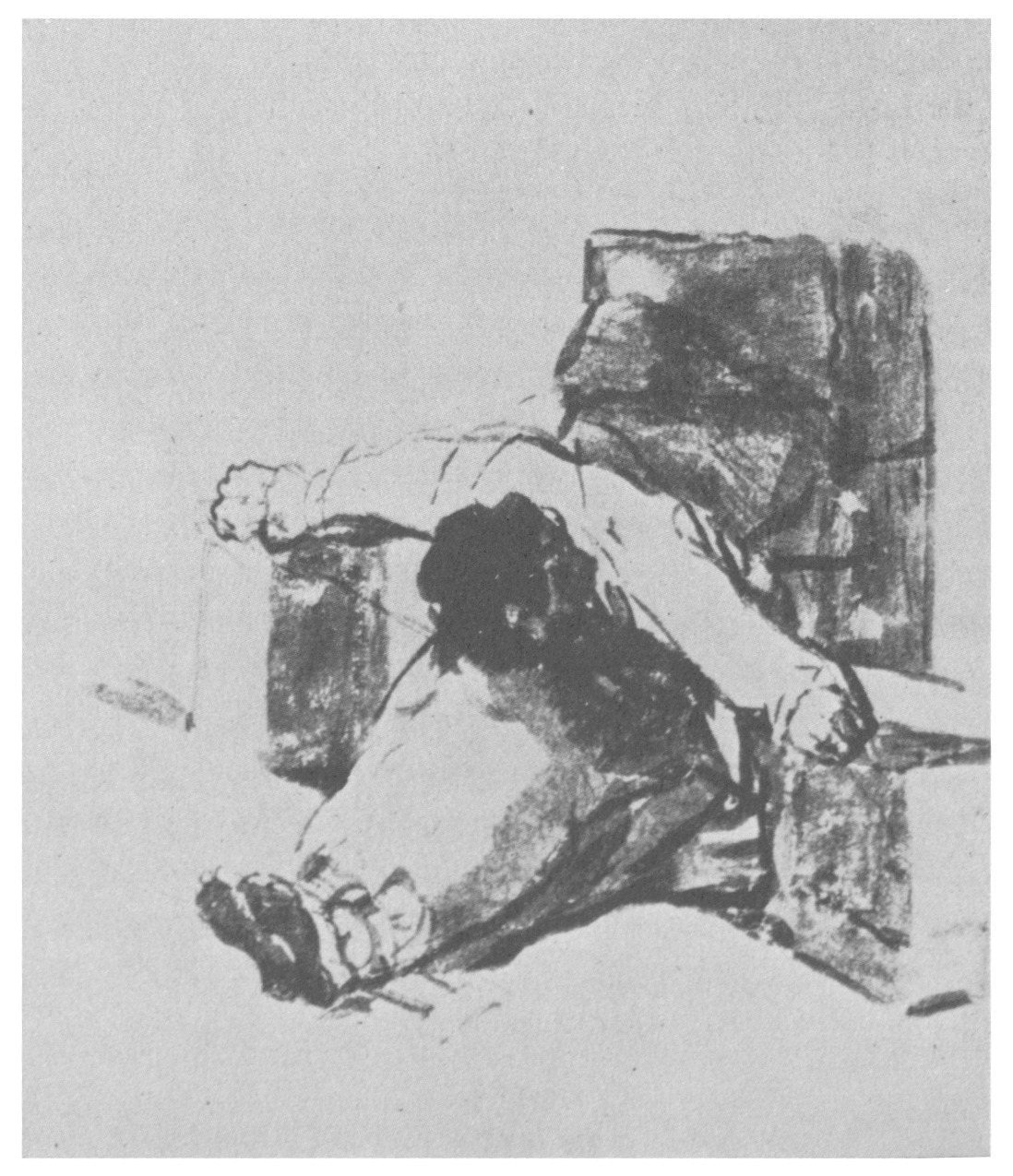
Франсиско Гойя. Галілей в руках інквізиції.

Історики досліджували питання, чи піддавався Галілей катуванню під час ув'язнення. Документи процесу оприлюднені Ватиканом не повністю, а те, що опубліковано, ймовірно, зазнало попереднього редагування. Тим не менш, у вироку інквізиції були виявлені такі слова: «Зазначивши, що ти у відповідях не зовсім щиро визнаєш свої наміри, ми визнали за необхідне вдатися до суворого випробування». Після «випробування» Галілей у листі з в'язниці від 23 квітня обережно повідомляє, що не встає з ліжка, бо його мучить «жахливий біль у стегні». Деякі біографи Галілея вважають, що в даному випадку «суворе випробування» означало тортури, однак багато істориків вважають версію про застосування тортур недоведеною; документально підтверджено лише погрозу тортурами, яку часто супроводжували імітацією самих тортур. У будь-якому разі, якщо тортури й були, то в обмеженій формі, адже за особистим наказом Папи вже 30 квітня Галілея «з огляду на поганий стан здоров'я й похилий вік» відпустили назад до тосканського посольства, за умови, що цей палац буде «слугувати місцем ув'язнення, і що він не повинен спілкуватися ні з ким, окрім слуг і мешканців згаданого палацу, і з'являтися до Інквізиції на будь-яку вимогу під страхом покарання на розсуд Святої Конгрегації».

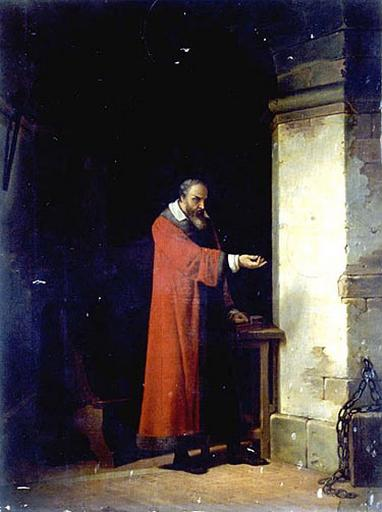
Жан Антуан Лоран. Галілей у в'язниці.

Третій допит відбувся через 10 днів, 10 травня, і не містив нічого нового. Нікколіні продовжував клопотати про пом'якшення долі Галілея, але Урбан був непохитний: «Я ще раз повторюю, що не можна зробити жодного полегшення Галілею… Синьйор Галілей був моїм другом; ми часто розмовляли з ним у невимушеній обстановці й їли за одним столом, але мова йде про віру й релігію».
16 червня Конгрегації був представлений підсумковий документ обвинувачення (лат. Summarium processus causae). У ньому перераховуються накопичені за багато років «гріхи» Галілея — згадуються старі доноси 1616 року, «увіщання» Беларміно, листи Галілея до Кастеллі й до герцогині Лотаринзької, спілкування з «єретиком» (протестантом) Кеплером, книга «Діалог» та не зовсім щирі відповіді на першому допиті. На думку історика І. С. Дмитрієва, Summarium є сумішшю правди, напівправди, замовчувань і відвертої брехні, причому всі акценти зміщені в бік обвинувачення.
Того ж дня, 16 червня, інквізиція провела пленарне засідання за участю Урбана VIII, який ухвалив остаточне рішення:
|  | Ознайомившись з усім ходом справи та вислухавши свідчення, Святійший вирішив допитати Галілея під загрозою тортур і, якщо встоїть, то після попереднього зречення як того, що перебуває під сильною підозрою в єресі… засудити до ув'язнення на розсуд Святої Конгрегації. Йому наказано більше не міркувати письмово чи усно будь-яким чином про рух Землі й про нерухомість Сонця… під страхом покарання як невиправного. |

Цей документ має сліди редагування, і німецький дослідник Вольвіль (Immanuel Wohlwill) припустив, що в оригінальному тексті передбачалося застосування тортур, а не загроза ними.
Останній допит Галілея відбувся 21 червня. Галілей підтвердив, що згоден покаятися; цього разу його не відпустили до посольства й знову взяли під арешт.

### Вирок і зречення
Оскільки ти, Галілео, син Вінченцо Галілея, флорентієць, що маєш 70 років від народження, у 1615 році був звинувачений у цій Святій канцелярії в тому, що вважаєш за істину та поширюєш у народі хибне вчення, згідно з яким Сонце перебуває в центрі світу та нерухоме, а Земля обертається навколо осі щоденним обертанням… було ухвалено, щоб Високопреосвященніший кардинал Беларміно наказав тобі повністю залишити цю хибну думку.
А оскільки пізніше з’явилася книга, надрукована у Флоренції минулого року, заголовок якої свідчить, що ти її автор… згадана книга була ретельно розглянута і встановлено, що згадане розпорядження, надане тобі, було явно порушене, оскільки в цій книзі ти захищав вказану думку, вже відкрито засуджену, хоча в цій книзі ти за допомогою різних хитрощів намагаєшся створити враження, ніби питання ще не цілком вирішене, і говориш [про теорію Коперника] як про ймовірну. Але це серйозна помилка, бо думка, визнана такою, що суперечить Святому Писанню, жодним чином не може бути ймовірною…
Ми говоримо, оголошуємо, засуджуємо та заявляємо, що ти, згаданий Галілео, з причин, встановлених під час суду й у чому ти визнався, як сказано вище, опинився, згідно з цією Святою інквізицією, під сильною підозрою в єресі, а саме: таким, що підтримує й вірить у вчення, яке є хибним і яке суперечить Святому Писанню… Тому ти був підданий усім перевіркам і покаранням, передбаченим і накладеним святими канонами та всіма загальними й окремими законами, спрямованими проти правопорушників такого роду.
Ми постановили книгу «Діалог» Галілео Галілея заборонити публічним указом. Ми засуджуємо тебе до тюремного ув'язнення в цій Святій канцелярії на строк, який буде визначено на наш розсуд [Ti condaniamo al carcere formale in questo S.o Off.o ad arbitrio nostro].
22 червня 1633 року Галілею вручили заздалегідь підготовлений текст зречення. Спочатку йому оголосили вирок (див. вставку праворуч).
Галілея визнано винним у поширенні «хибного, єретичного, такого, що суперечить Святому Писанню вчення» про рух Землі. Вирок нагадував, що ще у 1615 році Галілея звинуватили в підтримці «хибного вчення Коперника» й поширенні цього вчення (зокрема, в трактаті «Про сонячні плями» та в листуванні з Кеплером і Кастеллі), а також у тлумаченні Святого Писання на власний розсуд. За це його викликали до кардинала Беларміно, де він отримав наказ «залишити це вчення, не викладати його іншим, не захищати його й не тлумачити» під страхом тюрми.
Утім, як констатується у вироку, Галілей опублікував книгу «Діалог Галілео Галілея про дві найголовніші системи світу — Птолемеєву й Коперникову», яка порушує згадане розпорядження. Більше того, дозвіл на друк цієї книги було отримано за допомогою «вправних хитрощів».
З огляду на розкаяння підсудного, Галілея засуджено до тюремного ув'язнення на строк, який визначить Папа. Галілея оголошено не єретиком, а «таким, що перебуває під сильною підозрою в єресі»; таке формулювання також було тяжким обвинуваченням, однак рятувало від вогнища.
Копії вироку за особистим розпорядженням Папи Урбана були розіслані до всіх університетів католицької Європи.
Після оголошення вироку Галілей зачитав текст зречення. У ньому він поклявся, що «завжди вірив, нині вірю й з Божою допомогою надалі буду вірити в усе, що містить, проголошує й чому навчає свята Католицька та Апостольська Церква». Він визнає, що перебуває «під сильною підозрою в єресі, тобто в тому, що думаю й вірю, нібито Сонце є центром Всесвіту й нерухоме, Земля ж не є центром і рухається»; бажаючи позбутися такого обвинувачення, він присягається «надалі ніколи не говорити й не міркувати, ані усно, ані письмово, про будь-що, що могло б викликати проти мене подібну підозру».
Широко відома легенда, нібито після суду Галілей сказав: «А все-таки вона крутиться!». Однак доказів цьому немає. У своїй книзі Вітторіо Мессорі пише, що цей міф лише в 1757 році запустив в обіг журналіст Джузеппе Баретті.

## Життя Галілея після суду
Не бажаючи псувати стосунки з тосканським великим герцогом, Папа Урбан замінив засудженому Галілею тюремне ув'язнення на безстроковий домашній арешт. У розмові з Нікколіні Урбан запевнив: «Ми охоче зробили все можливе стосовно сеньйора Галілея з поваги до його найвищого покровителя». Після винесення вироку Галілея спершу поселили на одній із вілл Медічі, потім у палаці його друга, архієпископа Пікколоміні в Сієні, де він жив у режимі домашнього арешту. Через п'ять місяців, внаслідок численних прохань Нікколіні, Галілею дозволили повернутися додому в Арчетрі, де йому було наказано «жити усамітнено, ні до кого не звертаючись і нікого не приймаючи у себе для бесід». Тут він провів решту життя під домашнім арештом, як «в'язень інквізиції» й під її постійним наглядом.
Режим утримання Галілея мало чим відрізнявся від тюремного, і йому постійно загрожували переведенням до в'язниці за найменше порушення. Галілеєві не дозволяли відвідувати міста, хоча тяжкохворий в'язень потребував постійного лікарського нагляду. У перші роки йому забороняли приймати гостей під страхом переведення до тюрми; згодом режим трохи пом'якшили, і друзі змогли відвідувати Галілея — щоправда, не більше ніж по одному. Інквізиція стежила за в'язнем до кінця його життя; навіть під час смерті Галілея були присутні двоє її представників.
Зберігся лист Галілея до його друга Еліа Діодаті, адвоката Паризького парламенту (1634 рік), у якому він ділиться новинами про свої злигодні та їхні причини. Лист був надісланий через довірену особу, і Галілей у ньому цілком відвертий:
|  | В Римі я був засуджений Святою інквізицією до ув’язнення за вказівкою Його Святості... місцем ув’язнення для мене стало це маленьке містечко за милю від Флоренції, із суворою забороною спускатися до міста, зустрічатися та спілкуватися з друзями, запрошувати їх... Коли я повернувся з монастиря разом із лікарем, що відвідував мою хвору дочку перед її смертю, при цьому лікар сказав мені, що випадок безнадійний і вона не переживе наступного дня (як воно й сталося), я застав удома вікарія-інквізитора. Він прийшов, щоб наказати мені, за розпорядженням Св. інквізиції в Римі..., що я не повинен був звертатися з проханням дозволити мені повернутися до Флоренції, інакше мене посадять до справжньої в’язниці Св. інквізиції... Цей випадок та інші, про які писати було б надто довго, свідчать, що лють моїх дуже могутніх переслідувачів постійно зростає. І зрештою вони побажали зняти маску: коли один з моїх дорогих друзів у Римі, десь два місяці тому, у розмові з падре Христофором Грінбергом, єзуїтом, математиком тієї колегії, торкнувся моїх справ, цей єзуїт сказав моєму другу дослівно таке: «Якби Галілей зумів зберегти прихильність отців тієї колегії, він жив би на волі, користувався славою, не мав би жодних прикростей і міг би писати на власний розсуд про що завгодно — навіть про рух Землі» тощо. Отже, Ви бачите, що проти мене ополчились не через якусь мою думку, а через те, що я в немилості у єзуїтів. |

Наприкінці листа Галілей висміює невігласів, які «рух Землі оголошують єрессю», і повідомляє, що має намір анонімно опублікувати новий трактат на захист своєї позиції, але спочатку хоче завершити давно задуману книгу з механіки. Із цих двох задумів він устиг реалізувати лише останній, заклавши тим самим основи класичної механіки. Опублікувати цю працю в Італії йому не дозволили, тому він передав рукопис до Голландії, для обережності створивши враження, ніби публікація сталася без його відома (1638 рік).
Галілей помер 8 січня 1642 року, у віці 78 років, у своєму ліжку. Папа Урбан заборонив ховати Галілея в родинному склепі собору Санта-Кроче у Флоренції. Його поховали в Арчетрі без почестей, встановлювати пам'ятник Папа також не дозволив.

## Наслідки процесу
Результати суду над Галілеєм справили гнітюче враження на освічену Європу. Декарт скасував плани публікації вже готового філософського трактату «Світ» (Le Monde), в якому рух Землі викладається в геліоцентричному дусі. Восени 1633 року Декарт писав Мерсенну про засудження Галілея:
|  | Це мене так вразило, що я вирішив спалити всі мої папери, принаймні нікому їх не показувати; бо я не міг уявити собі, що його, італійця, який користувався прихильністю навіть Папи, могли засудити за те, безсумнівно, що хотів довести рух Землі... Зізнаюся, якщо рух Землі — брехня, то брехня і всі основи моєї філософії, оскільки вони явно ведуть до цього самого висновку. |

Декарт також передбачив, що «з теорією Коперника може статися те саме, що й з теорією антиподів, яка колись була засуджена подібним чином». Йшлося про лист Папи Захарія до святого Боніфація (VIII століття), в якому зазначалося, що священик на ім'я Вігілій, який стверджував, ніби з іншого боку Землі живуть люди, має бути покараний. Трактат Декарта «Світ» був опублікований лише посмертно у 1664 році.
Французький астроном-коперніканець Ісмаель Буйо, один з авторів закону всесвітнього тяжіння, також призупинив видання своєї праці «Астрономія Філолая» до 1639 року, причому зрештою опублікував книгу в Голландії без зазначення імені автора. Ряд науковців, у тому числі й Декарт, переселилися до більш толерантних протестантських країн. Вся італійська наукова школа, раніше уславлена такими іменами, як Леонардо да Вінчі, Кардано, Торрічеллі, сам Галілей та багато інших, невдовзі після засудження Галілея зазнала занепаду тривалістю два століття — і в списку видатних учених того періоду майже немає італійських імен.
Проте надовго зупинити геліоцентризм Ватикану не вдалося. Книга, що дорого обійшлася Галілею, одразу викликала величезний інтерес, а судовий процес лише підсилив цей успіх. Засудження Галілея спричинило стрімке зростання попиту на книгу і, відповідно, її вартості; лише за літо 1633 року ціна на «Діалог» зросла у 12 разів — з половини скудо до шести. У протестантських країнах її одразу переклали (за допомогою згаданого вище Діодаті) латиною (1635) та неодноразово перевидавали; незабаром з'явилися переклади французькою, англійською та фламандською мовами. Навіть у католицькій Франції, попри зусилля кардинала Рішельє, засудження геліоцентризму не було затверджено Сорбонною (у 1635 році) і тому не мало сили на французькій території, а іспанська влада, обурена політикою Урбана, відмовилася вносити «Діалог» до своєї версії Індексу заборонених книг.
Додатковим ударом по геоцентризму стали відкриті (у 1609 та 1619 роках) Йоганном Кеплером три закони руху планет, а особливо його винятково точні астрономічні таблиці (опубліковані 1627 року), складені на основі геліоцентричної моделі. Вже за пів століття майже всі провідні науковці Європи стали коперніканцями, й істинність геліоцентричної системи перестала бути предметом дискусії.
Однак навіть у наступному, XVIII столітті, католицька заборона геліоцентризму формально ще зберігалася, хоча дотримувалися її переважно вчені-священники. Наприклад, впливовий фізик-атоміст Руджер-Йосип Бошкович, досліджуючи рух комети з геліоцентричних позицій, у передмові до статті зробив застереження: «Повний поваги до Святого Письма і декретів Святої інквізиції, я вважаю Землю нерухомою. Проте для зручності пояснень я міркуватиму, ніби вона обертається, оскільки доведено, що в обох гіпотезах видимі явища однакові». У 1760 році, коли два монахи, Франсуа Жак'є та Лесер (Thomas Leseur), опублікували французький переклад «Начал» Ньютона, вони додали власне запевнення, що перекладачі не поділяють помилок Ньютона і «дотримуються постанов, виданих верховними первосвящениками проти руху Землі». Церковну заборону коперниканства офіційно скасували лише у 1822 році.
Історики зазначають, що зрештою процес завдав серйозної шкоди не новій астрономії, а репутації католицької церкви: «Урбан VIII відкрив період неухильного падіння авторитету римської курії. Тридцятирічна війна підірвала її світський авторитет, а процес Галілея — моральний». Сам Галілей також проникливо застерігав: «Остерігайтеся, богослови, які прагнуть зробити з питання про рух чи нерухомість Сонця й Землі догмат віри… Ви самі створюєте підґрунтя для єресей, вважаючи без жодної підстави, що Писання говорить те, що вам заманеться, і вимагаючи, щоб обізнані люди відреклися від власної думки та неспростовних доказів».

## Реабілітація
У 1737 році прах Галілея, як він і просив, було перенесено до родинного склепу собору Санта-Кроче, де 17 березня його урочисто перепоховали поруч із саркофагом Мікеланджело Буонарроті. У 1758 році Папа Бенедикт XIV наказав викреслити праці, що захищали геліоцентризм, з «Індексу заборонених книг»; утім, ця робота проводилася повільно й завершилася лише у 1835 році. З 1979 по 1981 роки з ініціативи Папи Івана Павла II працювала комісія з реабілітації Галілея, і 31 жовтня 1992 року Папа Іван Павло II офіційно визнав, що інквізиція у 1633 році припустилася помилки, силоміць змусивши вченого зректися теорії Коперника.